# Michele Terzaghi
Michele Terzaghi (Livorno, 26 marzo 1883 – Milano, 29 novembre 1965) è stato un politico italiano.

## Biografia
Di professione avvocato, Terzaghi fu deputato della Camera del Regno d'Italia in due legislature (XXVI, XXVII) dal 1921 al 1929.
Dal 31 ottobre al 9 novembre 1922 fu sottosegretario al Ministero delle poste e telegrafi del Governo Mussolini.
Fu membro della Massoneria, iniziato nella "Loggia Centrale Ausonia", divenne Maestro il 20.9.1919 e raggiunse il 33° e massimo grado del Rito scozzese antico ed accettato il 20.9.1922 .